# Superprestige veldrijden 1985-1986
De Superprestige veldrijden 1985-1986 was de vierde editie van de Superprestige veldrijden. Er werden 7 wedstrijden verreden. Roland Liboton won het eindklassement voor Hennie Stamsnijder en Paul De Brauwer.

## Puntenverdeling
Punten werden toegekend aan alle crossers die in aanmerking kwamen voor Superprestige-punten. De top vijftien ontving punten aan de hand van de volgende tabel:
| Positie | 1  | 2  | 3  | 4  | 5  | 6  | 7 | 8 | 9 | 10 | 11 | 12 | 13 | 14 | 15 |
| Punten  | 15 | 14 | 13 | 12 | 11 | 10 | 9 | 8 | 7 | 6  | 5  | 4  | 3  | 2  | 1  |

## Kalender en podia
| Datum            | Locatie      | Eerste              | Tweede             | Derde               |         |
| ---------------- | ------------ | ------------------- | ------------------ | ------------------- | ------- |
| 24 november 1985 | Valkenswaard | Reinier Groenendaal | Paul De Brauwer    | Roland Liboton      | details |
| 8 december 1985  | Rome         | Radomir Simunek     | Paul De Brauwer    | Petr Hric           | details |
| 15 december 1985 | Oss          | Hennie Stamsnijder  | Roland Liboton     | Reinier Groenendaal | details |
| 22 december 1985 | Overijse     | Roland Liboton      | Hennie Stamsnijder | Frank van Bakel     | details |
| 29 december 1985 | Diegem       | Roland Liboton      | Hennie Stamsnijder | Ivan Messelis       | details |
| 11 januari 1986  | Zillebeke    | Ivan Messelis       | Roland Liboton     | Hennie Stamsnijder  | details |
| 12 januari 1986  | Asper-Gavere | Hennie Stamsnijder  | Roland Liboton     | Ivan Messelis       | details |

## Eindklassement
| Positie | Naam                | Punten |
| ------- | ------------------- | ------ |
| 1       | Roland Liboton      | 97     |
| 2       | Hennie Stamsnijder  | 89     |
| 3       | Paul De Brauwer     | 67     |
| 4       | Reinier Groenendaal | 65     |
| 5       | Ivan Messelis       | 60     |
| 6       | Frank van Bakel     | 59     |
| 7       | Henk Baars          | 58     |
| 8       | Ludo De Rey         | 52     |
| 9       | Johan Ghyllebert    | 37     |
| 10      | Klaus-Peter Thaler  | 36     |